# Cormoran bronzé
Leucocarbo chalconotus
Espèce
Synonymes
- Phalacrocorax chalconotus

Statut de conservation UICN

 VU B1ab(ii,iii,iv,v)+2ab(ii,iii,iv,v);C2a(i) : Vulnérable
Le Cormoran bronzé (Leucocarbo chalconotus) est une espèce d'oiseaux de la famille des phalacrocoracidés endémique de Nouvelle-Zélande.

## Distribution et population
Le Cormoran bronzé niche dans une douzaine de colonies le long des côtes du sud de l'Île du Sud en Nouvelle-Zélande.  Le nombre de couples nicheurs se situe entre 1 500 et 2 000.